# Discographie de George Harrison
Vous lisez un « article de qualité » labellisé en 2011.
La discographie de George Harrison contient tous les disques et publications posthumes enregistrés par l'artiste entre 1968 et sa mort en 2001, hors des Beatles et des Traveling Wilburys. Le total comprend ainsi 17 albums et 32 singles.
Dix albums studio sont publiés, dont un posthume (Brainwashed). Avec Cloud Nine, ce sont les deux seuls albums studio qu'il publie après 1982 ; auparavant, il a connu un succès public déclinant après l'immense réussite de All Things Must Pass. À ces dix albums s'ajoutent deux albums live, un album de musique expérimentale (Electronic Sound) et une bande originale de film aux sonorités indiennes (Wonderwall Music). Enfin, l'œuvre de Harrison compte quatre compilations, dont deux parues après sa mort, Let It Roll et Early Takes: Volume 1.
George Harrison a également publié 32 singles, dont la plupart ont eu un succès très limité. Plusieurs d'entre eux ont cependant été plébiscités par le public (Give Me Love (Give Me Peace on Earth) en 1973 et Got My Mind Set on You en 1987), et son titre phare, My Sweet Lord, lui a valu un succès international et s'est replacé en tête des classements pour une réédition trente ans après sa sortie.

## Albums

### Bande originale
En 1968, Harrison, qui était jusque-là perçu comme le Beatle tranquille resté dans l'ombre du duo Lennon/McCartney, s'émancipe en enregistrant la bande originale du film Wonderwall, publiée sur l'album Wonderwall Music. Lorsqu'il reçoit cette commande, il décide instantanément de se diriger vers la musique indienne, qu'il avait déjà introduite dans les albums du groupe après y avoir été initié par Ravi Shankar : « Il [le réalisateur] m'a dit que quoi que je lui donne, il l'utiliserait. Ça paraissait très simple et je me suis dit « Je vais leur faire une anthologie de la musique indienne, ça va peut-être initier quelques hippies » ». Ce faisant, il signe la première réalisation d'un Beatle en solo, et surtout la première publication sur le label Apple Records.
Harrison y officie principalement comme chef d'orchestre d'un ensemble de musiciens indiens, bien que certaines chansons se rapprochent parfois du rock. En cela, elle peut être classée parmi les productions expérimentales du musicien, comme le fait Richard S. Ginell d'AllMusic. L'album ne se vend qu'assez médiocrement, mais a un certain nombre de fidèles parmi les admirateurs de Harrison.
| Année | Album            | Classements britanniques | Classements américains |
| ----- | ---------------- | ------------------------ | ---------------------- |
| 1968  | Wonderwall Music | —                        | N°49                   |

### Album expérimental

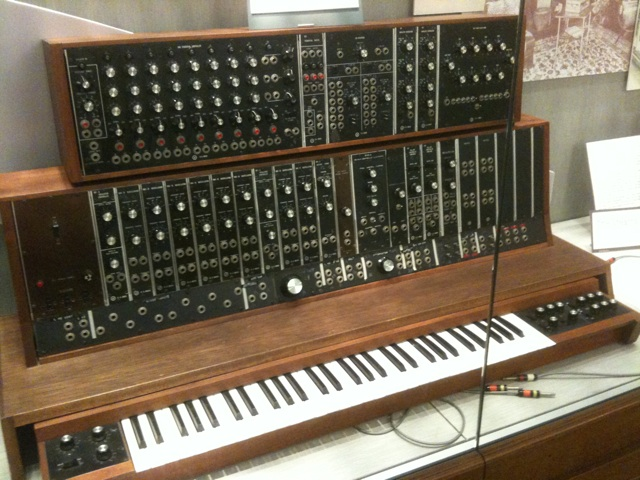
Sur son album de musique expérimentale, George Harrison s'essaie au synthétiseur Moog, dont il découvre les possibilités.

À l'instar de John Lennon et Yoko Ono qui publient en 1968 et 1969 des disques de musique expérimentale, George Harrison s'essaie lui aussi à ce genre de musique aux antipodes des productions des Beatles à la même époque. Dans le cas de Harrison, il s'agit d'expérimentations sur un synthétiseur Moog, instrument qu'il a récemment découvert aux États-Unis. Le tout est donc publié en album en 1969 sous le titre Electronic Sound, illustré d'un dessin enfantin représentant le musicien avec son Moog modulaire. Le disque est commercialisé sous l'éphémère label Zapple Records, créé pour héberger les compositions de ce type (seul un autre disque sera produit sous ce label). Lors de la réédition en CD en 1996, les deux pistes qui composent l'album ont été inversées, et leurs noms et crédits échangés, de façon assez étonnante.
Commercialement, l'album est un échec qui ne figure qu'en 191e place des hit-parades américains et n'entre pas dans les classements britanniques. En revanche, d'un point de vue critique, les avis sont partagés : Richard S. Ginell du site AllMusic parle ainsi de « poèmes aux tons abstraits » dont il fait un commentaire élogieux. De façon plus mitigée, François Plassat trouve qu'il s'agit principalement d'une « audacieuse curiosité », tout en ajoutant que Harrison fait un bien meilleur usage de cet instrument quelques mois plus tard sur Abbey Road avec les Beatles.
| Année | Album            | Classements britanniques | Classements américains |
| ----- | ---------------- | ------------------------ | ---------------------- |
| 1969  | Electronic Sound | —                        | N°191                  |

### Albums studio

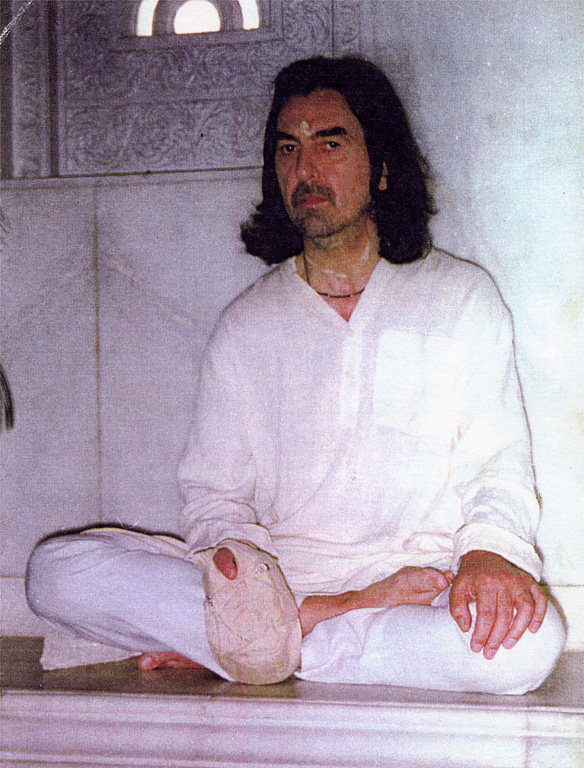
Plusieurs albums de George Harrison sont marqués par son intérêt pour la culture et la spiritualité indienne, ce qui n'a pas toujours été apprécié par la critique.

George Harrison a réalisé un total de dix albums studio, dont un paru à titre posthume. De son vivant, il n'a en revanche réalisé qu'un seul album après 1982. En 1970, il débute avec le triple album All Things Must Pass, qui marque sa consécration. Cet album contient en effet un grand nombre de ses chansons emblématiques et se classe no 1 dans de nombreux pays. Resté le classique indémodable du guitariste, il est réédité en 2000 dans un nouveau design, avec des prises inédites en bonus. L'album suivant, Living in the Material World, paru en 1973, souffre de son prédécesseur : s'il connaît un grand succès commercial à sa sortie, il est par la suite plutôt sous-estimé par la critique et les fans,. L'année suivante, en revanche, l'album Dark Horse marque le début d'une rapide chute dans les hit-parades : avec une voix rauque résultant d'une laryngite et des messages plus spirituels et sérieux, l'album est particulièrement éreinté par la critique. S'il se classe quatrième aux États-Unis, il n'entre même pas dans les classements britanniques.
En 1975, c'est un Harrison conscient de sa perte de popularité qui publie Extra Texture (Read All About It), sur lequel la pomme d'Apple Corps est devenue un trognon (il s'agit du tout dernier album original publié sur ce label). À l'intérieur, Harrison ajoute la mention « Produced by OHNONOTHIMAGEN George Harrison » (« Produit par OHNONPASENCORELUI George Harrison »). Une fois encore, même si les ventes et la critique sont légèrement meilleures, l'album est un échec qui n'entraîne que peu de rééditions. Poursuivant à la cadence d'un album par an, Harrison publie ensuite Thirty Three & 1/3, que la critique voit comme un léger retour en grâce, même si les ventes continuent de chuter. Harrison attend ensuite 1979, et une période de sérénité retrouvée dans sa vie (avec son mariage et la naissance de son fils Dhani), pour publier un album principalement caractérisé par son dépouillement, jusque dans son titre, George Harrison. La critique se montre partagée à son sujet, mais le public continue à bouder l'artiste qui poursuit sa descente dans les classements.
En 1981, Somewhere in England gagne un net regain d'intérêt de la part du public : l'album est en effet propulsé par le single All Those Years Ago dédié à John Lennon, assassiné un an auparavant. Cependant, le reste du disque est assez peu apprécié par la critique, tandis que l'album quitte rapidement les classements après son soubresaut. Ce regain de popularité est cependant annonciateur d'une chute plus dure encore : publié l'année suivante, l'album Gone Troppo est un échec total qui n'entre quasiment dans aucun classement. Harrison, débarrassé de ses obligations contractuelles, quitte la scène musicale pour cinq ans.
Le retour se fait en fanfare avec l'album Cloud Nine qui est plébiscité par la critique comme un de ses meilleurs albums, et permet au guitariste de revenir dans les top 10. C'est pourtant une rapide parenthèse, puisque le guitariste ne publie ensuite plus aucun album studio jusqu'à sa mort en 2001. Il n'est pourtant pas inactif durant ces quatorze années, puisqu'il participe épisodiquement à la préparation d'un dernier album, qui sort finalement en 2002. Brainwashed, s'il n'atteint pas les scores de son prédécesseur, connaît une carrière honorable et est reconnu comme un album de bonne facture. Ainsi, Stephen Thomas Erlewine considère qu'il s'agit d'un adieu comparable au Double Fantasy de Lennon, « et peut-être même plus agréable ».
| Année | Album                             | Classements britanniques | Classements américains |
| ----- | --------------------------------- | ------------------------ | ---------------------- |
| 1970  | All Things Must Pass              | N°1                      | N°1                    |
| 1973  | Living in the Material World      | N°2                      | N°1                    |
| 1974  | Dark Horse                        | —                        | N°4                    |
| 1975  | Extra Texture (Read All About It) | N°16                     | N°8                    |
| 1976  | Thirty Three & 1/3                | N°35                     | N°11                   |
| 1979  | George Harrison                   | N°39                     | N°14                   |
| 1981  | Somewhere in England              | N°13                     | N°11                   |
| 1982  | Gone Troppo                       | —                        | N°108                  |
| 1987  | Cloud Nine                        | N°10                     | N°8                    |
| 2002  | Brainwashed (posthume)            | N°29                     | N°18                   |

### Albums des Traveling Wilburys
- 24 octobre 1988 : Traveling Wilburys Vol. 1
- 29 octobre 1990 : Traveling Wilburys Vol. 3
- 12 juin 2007 : The Traveling Wilburys Collection - Compilation en disque double avec 4 inédits et 5 Vidéo-clips + DVD The True History Of The Traveling Wilburys.

### Albums live
À l'instar de John Lennon, George Harrison s'est très peu adonné aux tournées durant sa carrière solo. Les difficultés dues à sa perte de voix lors de la tournée suivant la sortie de Dark Horse l'ont en effet passablement dégouté de la chose, et ses apparitions sur scène se sont réduites, ne permettant que peu d'albums live. Cependant, le tout premier qu'il produit est également l'un des plus grandioses, et un de ses plus célèbres disques. The Concert for Bangladesh est en effet l'enregistrement de l'intégralité du concert du même nom, qui est également l'un des premiers concerts de charité, lancé à l'initiative de l'artiste. L'album est ainsi triple, et contient non seulement les prestations de Harrison, mais aussi celles de ses invités, notamment Bob Dylan et Ravi Shankar qui se voient tous les deux consacrer une face. Le public, comme la critique, sont immédiatement au rendez vous.
Sorti en 1992, Live in Japan est le seul témoignage officiel des concerts de George Harrison en solo. Il a été enregistré lors de plusieurs concerts que George Harrison a donnés accompagné par le groupe de son ami Eric Clapton sur les scènes japonaises. Son caractère historique n'en a pas fait un succès commercial. La critique lui trouve, surtout depuis la mort du musicien, un intérêt comme témoignage de sa carrière live. Stephen Thomas Erlewine du site AllMusic va jusqu'à dire que l'album surpasse plusieurs enregistrements scéniques de Paul McCartney, concluant : « Pas mal pour un gars qui ne veut pas donner de concerts ».
| Année | Album                      | Classements britanniques | Classements américains |
| ----- | -------------------------- | ------------------------ | ---------------------- |
| 1971  | The Concert for Bangladesh | N°1                      | N°2                    |
| 1992  | Live in Japan              | —                        | N°126                  |

### Compilations
L’œuvre de George Harrison a fait l'objet de peu de compilations. La première vient en 1976, alors que le musicien a déjà amorcé une certaine chute dans les charts. The Best of George Harrison prend le parti de proposer une face contenant les compositions d'Harrison au sein des Beatles et l'autre des chansons en solo. Comme les autres productions de Harrison à cette période, l'album connaît un accueil froid du public. En 1989, il publie Best of Dark Horse (1976-1989), qui regroupe le meilleur de ses publications sous le label Dark Horse Records, qu'il a créé après la fin de son engagement avec Apple Records en 1975. Si l'album est un relatif succès critique, il peine également à monter dans les charts. La compilation la plus unanimement appréciée est Let It Roll, préparée en 2009 par Olivia Harrison et son fils Dhani, et remastérisés par Gilles Martin. Enfin, Early Takes: Volume 1 publié en 2012 est une compilation regroupant dix titres sous forme de démo ou de première prise studio, enregistrées au tout début des années 1970, soit juste pendant et après la séparation des Beatles. Ces morceaux sont présents dans le film documentaire George Harrison: Living in the Material World sorti en 2011 et réalisé par Martin Scorsese.
Par ailleurs, en 2004 a été publié le coffret The Dark Horse Years regroupant les albums Thirty Three & 1/3, George Harrison Somewhere in England, Gone Troppo, Cloud Nine et Live in Japan, ainsi qu'un grand nombre d'inédits.
| Année | Album                                 | Classements britanniques | Classements américains |
| ----- | ------------------------------------- | ------------------------ | ---------------------- |
| 1976  | The Best of George Harrison           | N°100                    | N°31                   |
| 1989  | Best of Dark Horse (1976-1989)        | —                        | N°132                  |
| 2009  | Let It Roll: Songs by George Harrison | N°4                      | N°24                   |
| 2012  | Early Takes: Volume 1                 | —                        | —                      |

## Singles
George Harrison a publié une trentaine de singles, dont une dizaine, exclusivement promotionnels, n'ont eu qu'une visibilité limitée. Le premier, publié en 1970, est également le plus célèbre. My Sweet Lord se classe en effet en 1re place des charts de nombreux pays et devient le hit majeur de Harrison. En 2002, à la suite de la mort du guitariste, il est réédité et atteint à nouveau la tête des charts britanniques. En 1973, le single Give Me Love (Give Me Peace on Earth) connaît également un succès fort, même si plus honorable que son prédécesseur, et devient un des titres phares du guitariste. Par la suite, ses singles ne connaissent plus le même succès et s'effondrent dans les charts, pour ne plus y apparaître pendant certaines périodes.
En 1981, Harrison renoue provisoirement avec le succès avec son hommage à John Lennon, assassiné l'année précédente. All Those Years Ago, enregistrée avec la participation de Ringo Starr et Paul McCartney (bien que tous n'aient pas été ensemble en studio en même temps), marque le retour de Harrison dans le top 30 britannique, et lui permet d'atteindre la deuxième place des charts américains.
La suite des années 1980 est bien plus difficile pour Harrison, qui dégringole dans les charts avec les singles issus de son album Gone Troppo. I Don't Want to Do It, chanson de Bob Dylan enregistrée par Harrison pour la bande originale de Porky's Contre-Attaque n'entre pas non plus dans les classements. En 1987, en même temps que le succès de son album Cloud Nine, il connaît à nouveau le succès et son meilleur classement depuis My Sweet Lord avec une reprise de Got My Mind Set on You : il s'agit de son dernier succès en single avant une dernière chute dans les charts.
| Année | Single                                | Classements britanniques | Classements américains |
| ----- | ------------------------------------- | ------------------------ | ---------------------- |
| 1970  | My Sweet Lord                         | N° 1                     | N° 1                   |
| 1971  | What Is Life                          | non publié               | N° 10                  |
| 1971  | Bangla Desh                           | N° 10                    | N° 23                  |
| 1973  | Give Me Love (Give Me Peace on Earth) | N° 8                     | N° 1                   |
| 1974  | Ding Dong, Ding Dong                  | N° 38                    | N° 36                  |
| 1974  | Dark Horse                            | —                        | N° 15                  |
| 1975  | You                                   | N° 38                    | N° 20                  |
| 1975  | This Guitar (Can't Keep from Crying)  | —                        | —                      |
| 1976  | This Song                             | —                        | N° 25                  |
| 1977  | Crackerbox Palace                     | non publié               | N°19                   |
| 1977  | True Love                             | —                        | non publié             |
| 1977  | It's What You Value                   | —                        | non publié             |
| 1979  | Blow Away                             | N° 51                    | N° 16                  |
| 1979  | Love Comes to Everyone                | —                        | —                      |
| 1979  | Faster                                | —                        | non publié             |
| 1981  | All Those Years Ago                   | N° 13                    | N° 2                   |
| 1981  | Teardrops                             | —                        | N° 102                 |
| 1982  | Wake Up My Love                       | —                        | N° 53                  |
| 1982  | I Really Love You                     | —                        | —                      |
| 1982  | Dream Away                            | (Japon seulement)        | (Japon seulement)      |
| 1985  | I Don't Want to Do It                 | —                        | —                      |
| 1986  | Shanghai Surprise                     | —                        | —                      |
| 1987  | Got My Mind Set on You                | N° 2                     | N° 1                   |
| 1987  | Devil's Radio                         | —                        | —                      |
| 1988  | When We Was Fab                       | N° 25                    | N° 23                  |
| 1988  | Cloud 9                               | —                        | —                      |
| 1988  | This Is Love                          | N° 55                    | —                      |
| 1989  | Cheer Down                            | —                        | —                      |
| 1989  | Poor Little Girl                      | —                        | —                      |
| 2002  | My Sweet Lord (réédition)             | N° 1                     | N° 94                  |
| 2002  | Stuck Inside a Cloud                  | —                        | —                      |
| 2003  | Any Road                              | N° 37œ                   | —                      |

## Collaborations
- 1965 :
  - You've Got to Hide Your Love Away de The Silkie - Percussions - George Harrison marque le temps en tapant sur le dos de sa guitare et joue du tambourin, Paul McCartney joue la guitare et John Lennon produit ce single.
- 1968 : 
  - James Taylor (en) de James Taylor - George aux chœurs sur Carolina in My Mind, non crédité. Paul McCartney joue la basse sur cette même chanson.
- 1969 :
  - Is This What You Want? (en) de Jackie Lomax - Coproduit et joue sur l'album, avec Paul McCartney, Ringo Starr, Leon Russell, Billy Preston, Tim Renwick, Klaus Voormann, Eric Clapton, Nicky Hopkins, etc.
  - Hare Krishna Mantra de Radha Krishna Temple - Guitare électrique, harmonium et basse. Production
  - Songs for a Tailor (en) de Jack Bruce - Sous le nom de L'Angelo Misterioso, joue la guitare électrique sur Never Tell Your Mother She's Out of Tune.
  - That's The Way God Planned It (en) de Billy Preston - Avec Keith Richards, Eric Clapton, Ginger Baker, Doris Troy, etc. Guitares acoustiques et électriques, sitar, synthétiseur Moog et production[43].
  - Goodbye de Cream - A collaboré à l'écriture de la chanson Badge en plus de jouer la guitare acoustique rythmique et de faire les chœurs.
- 1970 :
  - Instant Karma! Single de John Lennon/Plastic Ono Band - Guitare.
  - Doris Troy (en) de Doris Troy - Coproduit avec Doris. - Avec Ringo Starr, Klaus Voormann, Alan White, Peter Frampton, etc.
  - Leon Russell (en) de Leon Russell - Joue la guitare électrique, avec Eric Clapton, Klaus Voormann, Steve Winwood, Merry Clayton, Joe Cocker, Ringo Starr, Mick Jagger, Charlie Watts, Bill Wyman, etc.
  - Encouraging Words de Billy Preston - Avec Eric Clapton, Klaus Voormann, Ringo Starr, Carl Radle, etc. George Harrison ; guitares, synthétiseur Moog et coproduction.
  - On Tour with Eric Clapton de Delaney & Bonnie and friends - Sous le nom L'Angelo Misterioso, guitare sur le disque 2.
  - Tell the Truth (en) de Derek and the Dominos - Guitare électrique sur la face A + guitare slide sur Roll It Over
  - The Worst of Ashton, Gardner & Dyke de Ashton, Gardner & Dyke - Guitare électrique et travail de production non crédité sur I'm Your Spiritual Breadman.
  - New Morning de Bob Dylan - Guitare électrique sur  Went to See the Gypsy et Sign on the Window.
  - Yoko Ono/Plastic Ono Band de Yoko Ono - Production non créditée.
  - Try Some, Buy Some de Ronnie Spector - Guitares acoustique et électrique, single produit par Harrison.
  - Joi Bangla EP de Ravi Shankar - Production
- 1971 :
  - It Don't Come Easy - Single de Ringo Starr - Guitare et production.
  - I Wrote a Simple Song (en) de Billy Preston : Dobro sur la chanson-titre.
  - Imagine de John Lennon - Avec Alan White, Nicky Hopkins, Klaus Voormann, Jim Keltner, King Curtis, Mike Pinder, etc. Guitare slide sur How Do You Sleep?, Gimme Some Truth et I Don't Want to Be a Soldier, Mama, guitare électrique sur Oh My Love, dobro sur Crippled Inside.
  - The Radha Krsna Temple de The Radha Krsna Temple - Produit l'album - Avec Alan White, Ringo Starr, etc.
  - Footprint de Gary Wright - Sous le nom de George O'Hara. Avec Klaus Voormann, P. P. Arnold, Nanette Workman, Doris Troy, Alan White, etc.
  - Straight Up de Badfinger - Guitare slide sur Day After Day, guitares acoustique et électrique sur I'd Die, Baby, Day After Day Suitcaseet Name of the Game + coproduction.
- 1972 :
  - Bobby Whitlock de Bobby Whitlock - Avec Eric Clapton, Carl Radle, Jim Gordon, etc.
  - Back Off Boogaloo - Single de Ringo Starr - Guitare et production.
  - Son of Schmilsson (en) de Harry Nilsson - Avec Ringo Starr, Peter Frampton, Chris Spedding, etc.
  - Bobby Keys de Bobby Keys - Avec Ringo Starr.
  - Some Time in New York City de John Lennon - Avec Alan White, Eric Clapton, Klaus Voormann, Frank Zappa, etc.
  - Wonder Wheel de Gary Wright - Avec Mick Jones, Bryson Graham et Archie Leggett.
  - Brother de Lon & Derrek Van Eaton - Avec Ringo Starr, Klaus Voormann, Andy Newmark, etc.
- 1973 :
  - The Tin Man Was a Dreamer (en) de Nicky Hopkins - Crédité comme George O'Hara.
  - Shankar Family & Friends de Ravi Shankar - Avec Ringo Starr, Klaus Voormann, Alla Rakha, Nicky Hopkins, etc.
  - Los Cochinos de Cheech & Chong (en) - Avec Klaus Voormann, Carole King, Billy Preston, etc.
  - Ringo de Ringo Starr - Avec John Lennon, Billy Preston, Klaus Voormann, etc. Guitares acoustique, électrique et slide sur Photograph, I'm the Greatest, Sunshine Life for Me et You and Me (Babe).
- 1974 :
  - I've Got My Own Album To Do de Ron Wood - Guitare slide et chœurs sur Far East Man qu'il a écrite avec Ron Wood.
  - The Place I Love de Splinter - Production, guitare
  - Son of Dracula de Harry Nilsson - Avec Ringo Starr, Peter Frampton, Klaus Voormann, etc.
  - Ravi Shankar & Friends de Ravi Shankar - Producteur et musicien avec Alla Rakha, Ringo Starr, Billy Preston, etc.
- 1975 :
  - Harder to Live de Splinter : Sur Lonely Man - Avec Billy Preston et Jim Keltner.
  - It's My Pleasure de Billy Preston - Sous le nom de Hari Georgeson; guitare sur That's Life.
- 1976 :
  - Ringo's Rotogravure de Ringo Starr - Auteur de la chanson I'll Still Love You (en) mais ne joue pas sur l'album.
- 1977 : 
  - Two Man Band de Splinter - Producteur exécutif/guitare. Avec Rod Argent.
- 1981 :
  - The Visitor de Mick Fleetwood - Guitare 12 cordes, slide et chœurs sur Walk a Thin Line, avec Peter Green et Ian Bairnson.
  - Stop and Smell the Roses de Ringo Starr - Guitare et chœurs sur Wrack My Brain, et Back Off Boogaloo.
- 1987 : 
  - Duane Eddy & the Rebels de Duane Eddy - Guitare slide sur Theme For Something Really Important et The Trembler. - Avec Paul McCartney, Ry Cooder, Jeff Lynne, Jim Keltner, etc.
- 1988 : 
  - Who I Am de Gary Wright - Avec Alan White, Jim Keltner, Terry Bozzio, Michael Thompson, etc.
- 1989 : 
  - Full Moon Fever de Tom Petty - Guitare et chœurs sur I Won't Back Down.
- 1990 :
  - Armchair Theater de Jeff Lynne - Avec Ringo Starr, etc.
  - Under the Red Sky de Bob Dylan - Guitare slide.
- 1991 : 
  - The Bootleg Series Volumes 1–3 (Rare & Unreleased) 1961–1991 de Bob Dylan - Guitare sur If Not for You datant de 1970.
- 1993 : 
  - The 30th Anniversary Concert Celebration de Bob Dylan - Avec Eric Clapton, Richie Havens, Sinead O'Connor, Johnny Winter, etc.
- 1996 :
  - Hung Up and Overdue, avec Tom Petty & The Heartbreakers et Ringo Starr, parue sur la trame sonore (en) du film She's the One, non crédité.
  - Go Cat Go! de Carl Perkins - En duo avec Perkins sur Distance Makes No Difference With Love.
- 1998 : 
  - Vertical Man de Ringo Starr - Sur King of Broken Hearts et I'll Be Fine Anywhere.
- 2006 : 
  - Ronnie Wood Anthology : The Essential Crossexion de Ron Wood - Compilation
- 2010 :
  - Collaborations de Ravi Shankar/George Harrison - Coffret de 3 CD + 1 DVD incluant Chants Of India, Ravi Shankar’s Music Festival From India, Shankar Family And Friends et le DVD Ravi Shankar’s Music Festival From India – Live At The Royal Albert Hall.
  - On Tour with Eric Clapton de Delaney & Bonnie & Friends. Crédité en tant que L'Angelo Misterioso - Réédition.
- 2013 : 
  - The Bootleg Series Vol. 10: Another Self Portrait (1969-1971) de Bob Dylan - Guitare et chant.
- 2021 :
  - 1970 de Bob Dylan : George apparait à la guitare et au chant sur 9 chansons de ce triple album compilation.

### Sources des ventes de disques et classements
- Graham Calkin's Beatles Pages
- The Official Charts (Royaume-Uni)
- Allmusic (États-Unis)

### Autres sources
1. ↑  The Beatles 2000, p. 280
2. ↑  La bande originale composée par Paul McCartney pour The Family Way, parue l'année précédente, est souvent ignorée comme production solo, notamment à cause du rôle prépondérant de George Martin.
3. ↑  (en) Graham Calkin, « Wonderwall Music », Graham Calkin's Beatles Pages. Consulté le 8 novembre 2011.
4. ↑  (en) Richard S. Ginell, « Wonderwall Music », AllMusic. Consulté le 8 novembre 2011.
5. ↑  François Plassat 2011, p. 26
6. 1 2  François Plassat 2011, p. 30
7. ↑  (en) Graham Calkin, « Electronic Sound », Graham Calkin's Beatles Pages. Consulté le 8 novembre 2011.
8. ↑  (en) « Electronic Sound », AllMusic. Consulté le 8 novembre 2011.
9. ↑  Daniel Ichbiah 2009, p. 252
10. ↑  François Plassat 2011, p. 41
11. ↑  (en) Bruce Eder, « Living in the Material World », AllMusic. Consulté le 8 novembre 2011.
12. ↑  François Plassat 2011, p. 51
13. ↑  (en) Richard S. Ginell, « Dark Horse », AllMusic. Consulté le 8 novembre 2011.
14. ↑  François Plassat 2011, p. 58
15. ↑  (en) Graham Calkin, Extra Texture, Graham Calkin's Beatles Pages. Consulté le 8 novembre 2011.
16. ↑  François Plassat 2011, p. 59
17. ↑  François Plassat 2011, p. 63
18. ↑  François Plassat 2011, p. 72
19. ↑  (en) « George Harrison », AllMusic. Consulté le 8 novembre 2011.
20. ↑  Daniel Ichbiah 2009, p. 258
21. ↑  François Plassat 2011, p. 82
22. ↑  Daniel Ichbiah 2009, p. 259–260
23. ↑  François Plassat 2011, p. 89
24. ↑  François Plassat 2011, p. 130–131
25. ↑  (en) Stephen Thomas Erlewine, Brainwashed, AllMusic. Consulté le 8 novembre 2011.
26. ↑  (en) Richard S. Ginell, « The Concert for Bangladesh », AllMusic. Consulté le 10 novembre 2011
27. ↑  François Plassat 2011, p. 106
28. ↑  (en) Stephen Thomas Erlewine, « Live in Japan », AllMusic. Consulté le 10 novembre 2011
29. ↑  François Plassat 2011, p. 52
30. ↑  François Plassat 2011, p. 96 - 97
31. ↑  François Plassat 2011, p. 153
32. ↑  (en) Joe Marchese, « Expanded and Remastered Music News Behind That Locked Door: George Harrison Demos Surface on “Early Takes Volume 1″ », sur theseconddisc.com, 23 mars 2012 (consulté le 9 mai 2012)
33. ↑  François Plassat 2011, p. 137
34. ↑  François Plassat 2011, p. 190
35. ↑  Daniel Ichbiah 2009, p. 205
36. ↑  (en) Graham Calkin, « My Sweet Lord », Graham Calkin's Beatles Pages. Consulté le 14 novembre 2011
37. ↑  François Plassat 2011, p. 57
38. ↑  (en) Graham Calkin, « All Those Years Ago », Graham Calkin's Beatles Pages. Consulté le 14 novembre 2011
39. ↑  (en) Jason Elias, « All Those Years Ago », AllMusic. Consulté le 14 novembre 2011
40. ↑  François Plassat 2011, p. 85
41. ↑  (en) Lindsay Planer, « Got My Mind Set on You », AllMusic. Consulté le 14 novembre 2011
42. 1 2 3 4 5  Single promotionnel uniquement.
43. ↑  « Billy Preston - That's The Way God Planned It », sur Discogs (consulté le 28 juillet 2020).

- The Traveling Wilburys Discographie : https://www.discogs.com/fr/artist/444636-Traveling-Wilburys
- Duane Eddy Duane Eddy : https://www.discogs.com/fr/Duane-Eddy-Duane-Eddy/release/2042186
- Ravi Shankar/George Harrison Collaborations : https://www.discogs.com/fr/Ravi-Shankar-George-Harrison-Collaborations/master/905028